# غورب (وادي العين)

تعديل مصدري - تعديل

غورب هي إحدى قرى عزلة وادي العين بمديرية حورة التابعة لمحافظة حضرموت، بلغ تعداد سكانها 583 نسمة حسب تعداد اليمن لعام 2004.